# Chiara Giallonardo
Chiara Giallonardo (Roma, 28 agosto 1979) è una conduttrice televisiva e conduttrice radiofonica italiana.

## Biografia
Dopo il Diploma di Liceo Scientifico studia Scienze della Comunicazione all'Università La Sapienza di Roma. Partecipa  a Miss Italia nel 1996 in cui si classifica tra le finaliste e viene notata da Dino Risi che la vuole nel cast del film tv Le ragazze di Miss Italia trasmesso da Rai 1 nel 2002.
Nella stagione 2003/2004 conduce La Domenica sportiva con Massimo Caputi..Nel 2003 e nel 2004 affianca S. Bizzotto nella conduzione de "La domenica sportiva estate". Nel 2004 per Raisat conduce "Rai Azzurri" e a seguire "Rai Olimpia" dedicato ai Giochi Olimpici di Atene. Nel 2005 conduce la rubrica "Al Bar dello Sport" all'interno di Mattina in famiglia su Raidue. Dal 30 maggio 2005 al 31 dicembre 2006 è una delle conduttrici di Rai Futura. Nel 2006 torna a Mattina in famiglia dove conduce la rubrica "Gransport".
Durante la maratona televisiva Telethon del 2006 è inviata per i collegamenti del Giro d'Italia. Dal 2007 al 2009 è inviata di Mezzogiorno in famiglia, programma del week end di Raidue. Nel 2009 conduce Grazie dei fiori, programma di floricoltura della mattinata di Raidue. 
A settembre prende parte nel docu-reality Single nel mondo, ambientato in Argentina.
A marzo 2010 debutta in teatro alla Sala Umberto a Roma nella commedia Nel cognome del padre di Mario Scaletta per la regia di Giovanni De Feudis mentre conduce la seconda edizione di "Grazie dei Fiori" sempre su Raidue.
Nello stesso anno conduce su Radio2 Effetto Notte, programma dedicato al cinema. Da gennaio 2011 su Radio2 conduce Radio2days con Michele Cucuzza.
Il 4 ottobre 2014 conduce Believe to be alive l'incontro del Papa con gli atleti paralimpici nella giornata di San Francesco in Vaticano. il 25 luglio 2015 ha condotto il "National day of Sultanate of Oman" in Expo.
Nel 2011 arriva a Rai 1 dove le viene affidata la conduzione di Linea Verde orizzonti del quale è rimasta alla guida per cinque stagioni finché nel 2016 è stata promossa alla conduzione della nuova Linea Verde del sabato con Marcello Masi. Da settembre 2018 conduce sempre in coppia con Masi la nuova Linea Verde Life su Rai1.
Il 4 febbraio 2020 ha condotto “Opening SanRemo 2020” dal Teatro del Casinò di Sanremo.
È impegnata nella difesa dell’ambiente e la promozione del Made in Italy. Dal  2022 conduce  #Onepeopleoneplanet, maratona per la Giornata della Terra su Raiplay. Nel 2022 è uscito il suo podcast per Raiplaysound Antropocene.
Da ottobre 2022 conduce tutti i giorni  Io Chiara e il Green (Premio Microfono d’Oro), programma nato da una sua idea e di cui è autrice su Rai Isoradio. A dicembre 2022 è stata insignita del Premio Pentapolis Giornalisti per la sostenibilità per l’impegno profuso per l’ambiente nel suo programma radiofonico. Il 22 aprile 2024 è uscito il suo nuovo podcast “La Foresta che cresce” su Raiplaysound.

## Vita privata
Il 23 maggio 2025, a La volta buona, ha annunciato di essere in attesa di una bambina.

## Programmi televisivi
- Miss Italia (Rai 1, 1996)
- La Domenica Sportiva (Rai 2, 2002-2004)
- Rai Azzurri (RaiSat, 2004)
- Rai Olimpia (RaiSat, 2004)
- Mattina in famiglia (Rai 2, 2005)
- Rai Futura (Rai Futura, 2005-2006)
- Telethon (Reti Rai, 2006)
- Mezzogiorno in famiglia (Rai 2, 2006-2009)
- Grazie dei fiori (Rai 2, 2009-2010)
- Linea verde Orizzonti (Rai 1, 2011-2016)
- Linea verde Orizzonti Estate (Rai 1, 2014-2015)
- Linea verde di Sabato (Rai 1, 2016-2017)
- Linea verde va in città (Rai 1, 2017-2018)
- Linea verde Life (Rai 1, 2018-2019)
- Linea verde Life Estate (Rai 1, 2019)
- #OnePeopleOnePlanet - The Multimedia Marathon (RaiPlay, 2022-2024)

## Radio
- Effetto Notte (Rai Radio2, 2010)
- Radio2Days (Rai Radio2, 2011-2013)
- Antropocene (Raiplaysound, 2022)
- Io Chiara e il Green (Rai Isoradio dal 2022)
- La Foresta che cresce ( Raiplaysound 2024)